# Хосе Асенсио Торадо
Хосе Асенсио Торадо (на испански: José Asensio Torrado) е испански генерал от Гражданската война в Испания.

## Биография
Преди Гражданската война в Испания Торадо е майор в Републиканската армия и член на Републиканския антифашистки военен съюз. Той е един от малкото африкански офицери, които остават лоялни към републиканското правителство и ръководи милиционерска колона на фронта на Сомосиера. Торадо ръководи републиканските войски на фронта Таху и реорганизира републиканските войски, но не успява да спре националистическата офанзива.
На 24 октомври е назначен за заместник-министър на войната от министър-председателя Франсиско Ларго Кабайеро, а през ноември 1936 г. е назначен за командир на Централната армия. Торадо реорганизира Републиканската армия и помага за формирането на смесени бригади, които обединяват милиционерските войски с останките от предвоенната армия, първите войски на републиканската армия, способни да водят полеви боеве.
Въпреки това е отхвърлен от комунистите и анархистите, защото желанието му е да наложи дисциплина на Републиканската армия, а съветският посланик Марсел Розенберг иска той да бъде уволнен. На 21 февруари 1937 г. Торадо е уволнен след падането на Малага.